# Фелікс Ганґер
Фелікс Ганґер (англ. Felix Hunger; бл. 1837, Зафін Платц — 11 травня 1918) — новозеландський коваль і фермер.

## Біографія
Фелікс Ганґер народився у віддаленому гірському селі Зафін Платц, Граубюнден, Швейцарія, і був охрещений там 5 лютого 1837 року. Його батьками були Анна Марія Бухлі та її чоловік Крістіан Ганґер, фермер. У пошуках багатшого життя та сприятливішого клімату, у віці 19 років Фелікс відплив з Гамбурга на кораблі «Ґлоріоза» до Тасманії. Він багато подорожував Австралією, а в середині 1860-х переїхав до Нової Зеландії.
Зрештою, Фелікс Ганґер став ковалем у Вестпорті. Невдовзі він переїхав до нового містечка Норманбі в Південному Таранакі.
У 1874 році Ганґер повернувся на Зафін Платц і зміг переконати 23 своїх швейцарських співвітчизників емігрувати до Нової Зеландії. Пізніше він повторив цю імміграційну схему, привівши ще дві групи поселенців у 1880-х роках; більшість з них оселилися в районі Таранакі. Перша група прибула до Нового Плімута на пароплаві «Галсіоне» 2 вересня 1875 року. Після захопленого прийому на пляжі Нгамоту і короткого перебування в армійських казармах на пагорбі Марсланд, де вони вивчали зачатки англійської мови, більша частина партії вирушила до Норманбі.
До групи входили сільськогосподарські робітники, фермерські торговці, молоді неодружені жінки та домашня прислуга: всі вони були дуже затребувані в районі Норманбі. Серед них була і 24-річна Марґрет Ґредіґ, а також її овдовіла мати, брат і дві сестри. 17 грудня 1875 року Марґрет Ґредіґ і Фелікс Ганґер одружилися в Норманбі. У подружжя було шестеро дітей: Ніна, Марія Анна, Фелікс, Маргарет, Вероніка та Вільям.